# Шляхове (селище)
Шляхове — селище в Україні, в Бериславському районі Херсонської області. Населення становить 1033 осіб.

## Історія
Село виникло відразу після закінчення Другої світової війни. У 1949 році на цих землях поселився з родиною селянин Лукші, який розпочав будівництво власного хутора.
У 1958 році біля поселення виросли зерносховища й автотракторний парк. Пізніше на цій основі було засноване радгоспне господарство ім. Ленінського комсомолу, де вже з 1960 року будівельна бригада почала розбудовувати село. 
Кожен рік будувалось по одній вулиці. У семидесятих рокух тут був збудований дитячий садок, гуртожиток та котельна. Пізніше їдальня та прекрасна величезна школа.
На початок ХХІ століття населення Шляхового складало більше тисячі осіб. 

## Населення

### Мова
Розподіл населення за рідною мовою за даними перепису 2001 року:
| Мова            | Кількість | Відсоток |
| --------------- | --------- | -------- |
| українська      | 902       | 87.32%   |
| російська       | 115       | 11.13%   |
| румунська       | 8         | 0.77%    |
| угорська        | 2         | 0.19%    |
| інші/не вказали | 6         | 0.59%    |
| Усього          | 1033      | 100%     |